# 太古正音琴经
《太古正音琴经》，古琴谱。明张大命撰辑，1611年刊本。

## 琴谱考究
《阳春堂琴经》被张之邑人沈国裕篡改原版行款，改称《太古遗音琴经》，分为金、石、丝、竹四集，並列入沈氏重校订姓名，重印出版。

## 琴谱内容
卷首有张大命的自序，然后为琴谱目录，琴学渊源，五音辨考，琴材論，斫琴要则等，《阳春堂琴经》基础上加上了马世道重校序。